# Ivan Kizimov
Ivan Kizimov (n. 28 aprilie 1928, Novocerkassk, RSFS Rusă – d. 22 septembrie 2019) a fost un Jocheu ce a reprezentat Uniunea Republicilor Sovietice Socialiste, medaliat olimpic. A participat la 3 ediții ale Jocurilor Olimpice (1964, 1968, 1972) în care a câștigat o medalie de aur și o medalie de bronz.